# Зональная волейбольная ассоциация Океании
Зональная волейбольная ассоциация Океании (англ. Oceania Zonal Volleyball Association, сокр. OZVA) — одна из пяти зональных ассоциаций Азиатской конфедерации волейбола (AVC), управляющая волейболом в странах Австралии и Океании. Объединяет 24 национальные федерации, из которых 20 входят в AVC и FIVB и ещё 4 являются ассоциированными членами OZVA. Официальный язык — английский. Президент OZVA — Крэйг Каррэчер (Австралия), генеральный секретарь — Хью Грэм (Острова Кука).

## История
В 1993 году в структуре Азиатской конфедерации волейбола (AVC) были образованы пять зональных ассоциаций. Одной из пяти стала Зональная волейбольная ассоциация Океании (OZVA). Ей были поручены организация и развитие волейбола в странах Австралии и Океании. В её состав были включены 14 национальных федераций этого региона, являвшихся на тот момент членами Азиатской конфедерации волейбола и ФИВБ (Австралия, Американское Самоа, Вануату, Гуам, Западное Самоа, Острова Кука, Маршалловы Острова, Новая Зеландия, Папуа — Новая Гвинея, Северные Марианские острова, Соломоновы Острова, Тонга, Тувалу, Французская Полинезия), а также Новая Каледония и острова Уоллис и Футуна в качестве ассоциированных членов. В настоящее время OZVA объединяет 24 национальные волейбольные федерации Австралии и Океании.

## Структура OZVA
Высший орган Зональной волейбольной ассоциации Океании — Генеральная ассамблея.
Для решения задач, поставленных Генеральной ассамблеей перед OZVA, а также уставных требований, делегаты ассамблеи избирают Административный совет. Он собирается не реже одного раза в год. Из состава своих членов Административный совет избирает Исполнительный комитет, который проводит в жизнь решения Генеральной ассамблеи, а также организует повседневную деятельность OZVA. Руководит его работой Президент Зональной волейбольной ассоциации Океании.
Для решения специальных задач, стоящих перед OZVA, в её структуре созданы постоянные технические комиссии: спортивно-организационная, судейская, тренерская и пляжного волейбола. Также в составе ассоциации образованы три зональных подразделения — западное, центральное и восточное.

## Официальные соревнования
В рамках своей деятельности Зональная волейбольная ассоциация Океании отвечает за проведение следующих турниров:
- Волейбольные турниры в рамках Тихоокеанских игр;
- Волейбольные турниры в рамках Тихоокеанских мини-игр;
- Чемпионаты Океании среди национальных сборных команд — один раз в два года по чётным годам
- Турниры по пляжному волейболу

## Члены OZVA
| Страна                        | Ассоциация                                            | Год вступления в ФИВБ | Сайт                    |
| ----------------------------- | ----------------------------------------------------- | --------------------- | ----------------------- |
| Австралия                     | Australia Volleyball Federation                       | 1968                  | avf.org.au              |
| Американское Самоа            | American Samoa Volleyball Association                 | 1988                  |                         |
| Вануату                       | Vanuatu Volleyball Federation                         | 1986                  | vanuatuvolleyball.org   |
| Гуам                          | Guam Volleyball Federation                            | 1976                  |                         |
| Кирибати                      | Kiribati National Volleyball Association              | 2000                  |                         |
| Острова Кука                  | Cook Islands Volleyball Federation                    | 1973                  |                         |
| Маршалловы Острова            | Marshall Islands Volleyball Federation                | 1992                  |                         |
| Науру                         | Nauru Volleyball Association                          | 1998                  |                         |
| Ниуэ                          | Niue Island Volleyball Association                    | 1998                  | sportingpulse.com/niue  |
| Новая Зеландия                | Volleyball New Zealand                                | 1970                  | volleyballnz.org.nz     |
| Палау                         | Palau Volleyball Federation                           | 1998                  |                         |
| Папуа — Новая Гвинея          | Papua New Guinea Volleyball Federation                | 1988                  |                         |
| Самоа                         | Volleyball Samoa Federation                           | 1984                  |                         |
| Северные Марианские острова   | Northern Mariana Islands Volleyball Association       | 1986                  | nmivolleyball.org       |
| Соломоновы Острова            | Solomon Islands Volleyball Federation                 | 1990                  |                         |
| Тонга                         | Tonga Volleyball Association                          | 1987                  | sportingpulse.com/tonga |
| Тувалу                        | Tuvalu Volleyball Federation                          | 1992                  |                         |
| Федеративные Штаты Микронезии | Federated States of Micronesia Volleyball Association | 1996                  |                         |
| Фиджи                         | Fiji Volleyball Federation                            | 1982                  | sportingpulse.com/fiji  |
| Французская Полинезия (Таити) | Fеderation Tahitienne de Volley-Вall                  | 1998                  |                         |

### Ассоциированные члены
| Страна          | Ассоциация                                     | Сайт         |
| --------------- | ---------------------------------------------- | ------------ |
| Новая Каледония | Ligue Caledonienne de Volley-Ball              |              |
| Норфолк         | Norfolk Island Volleyball Association          |              |
| Токелау         | Tokelau Volleyball Association                 |              |
| Уоллис и Футуна | Ligue de Volley-Ball des Iles Wallis et Futuna | volleywf.org |